# Colinas del Sol, Tijuana
Colinas del Sol är en ort i Mexiko.   Den ligger i kommunen Tijuana och delstaten Baja California, i den nordvästra delen av landet, 2 300 km nordväst om huvudstaden Mexico City. Colinas del Sol ligger 284 meter över havet och antalet invånare är 1 145.
Terrängen runt Colinas del Sol är kuperad åt nordväst, men åt sydost är den platt. Colinas del Sol ligger uppe på en höjd. Runt Colinas del Sol är det tätbefolkat, med 913 invånare per kvadratkilometer. Närmaste större samhälle är Tijuana, 5,1 km nordost om Colinas del Sol. Runt Colinas del Sol är det i huvudsak tätbebyggt.